# Andrée A. Michaud
Pour les articles homonymes, voir Michaud.
Œuvres principales
- Le Ravissement (2001)
- Mirror Lake (2006)
- Bondrée (2013)

Andrée A. Michaud, née le 12 novembre 1957 à Saint-Sébastien-de-Frontenac, en Estrie, au Québec (Canada), est une romancière québécoise (canadienne), autrice de plusieurs romans policiers.

## Biographie
Elle est titulaire d’un baccalauréat en philosophie, en cinéma et en linguistique de l'Université Laval où elle a travaillé pendant plusieurs années au sein d'un groupe de recherche en histoire du cinéma. « Cette expérience a une influence déterminante sur son écriture, qui se démarque également par son exploration de la culture nord-américaine et du territoire où s'ancre cette culture. »  
En 1986, elle obtient sa maîtrise en études littéraires à l'Université du Québec à Montréal. Elle collabore avec plusieurs revues littéraires et artistiques. Pendant quelque temps, elle travaillera pour Obscure, une association de production en art actuel pour laquelle elle rédige des textes critiques à l'occasion. Parallèlement à son travail d'écrivaine, elle est aussi réviseure et rédactrice.
Outre des romans psychologiques, elle est surtout connue pour ses romans policiers. Pour deux d'entre eux, elle remporte le prix du Gouverneur général : en 2001 pour Le Ravissement et, en 2015, pour Bondrée. Ce dernier titre lui vaut également le prix Saint-Pacôme du roman policier 2014, le prix Arthur-Ellis du roman policier en langue française 2015 et le prix SNCF du polar 2019. Entre-temps, Andrée A. Michaud reçoit en 2007 le prix Ringuet pour Mirror Lake, roman policier adapté au cinéma en 2013, par Érik Canuel, sous le titre Lac Mystère. Son roman Bondrée sera traduit dans plusieurs langues et réédité chez des maisons d'édition telles que Payot Rivages (France), No Exit Press (Angleterre), Biblioasis (Canada). D'ailleurs, en 2017, Michel Tremblay fait de ce roman, Bondrée, sa recommandation de lecture. Il le qualifie notamment de « Proust policier ».
En plus d'être romancière, Andrée A. Michaud s'est consacrée à l'écriture théâtrale. Elle a écrit deux textes : Un paysage / Eine Landshaft / A landscape, inspiré d'un texte de Heiner Müller, ainsi que Cette petite chose. Ces deux textes ont été présentés par les Productions Recto-Verso à Québec, Montréal et à Banff.
Elle est membre de l'Union des écrivaines et des écrivains québécois, et de la Société des auteurs et compositeurs dramatiques (SACD).
En 2012, elle retourne vivre dans sa région natale, l'Estrie. L'écrivaine explique dans une entrevue être inspirée par son environnement. « La nature, la forêt particulièrement, est un sujet inépuisable, poursuit celle qui vit [à Saint-Sébastien de Frontenac]. J'essaie de revisiter mes peurs irrationnelles de l'enfance : le noir, les loups-garous, etc. J'aime l'atmosphère trouble qui laisse supposer que tout peut se produire et qui oblige le lecteur à entrer dans une semi-pénombre. » 

## Œuvre

### Romans
- La Femme de Sath, Montréal, (Québec), Canada, Éditions Québec Amérique, 1987, 152 p. (ISBN 978-2-89037-330-3)[4]
- Portraits d'après modèles, Montréal, (Québec), Canada, Leméac Éditeur, 1991, 157 p. (ISBN 978-2-7609-3140-4)
- Alias Charlie, Montréal, (Québec), Canada, Leméac Éditeur, 1994, 151 p. (ISBN 978-2-7609-3161-9)
- Les Derniers Jours de Noah Eisenbaum, Québec, Québec, Canada, L'instant même, 1998, 138 p. (ISBN 978-2-89502-108-7)
- Le Ravissement, Québec, Québec, Canada, Les L'instant même, 2001, 213 p. (ISBN 978-2-89502-175-9) Réédition, Paris/Montréal, Les 400 coups, 2007  (ISBN 978-2-84596-083-1)
- Le Pendu de Trempes, Montréal, Québec, Canada, Les Éditions Québec Amérique, 2004, 225 p. (ISBN 978-2-7644-0376-1)
- Mirror Lake, Montréal, Québec, Canada, Les Éditions Québec Amérique, 2006, 344 p. (ISBN 978-2-7644-0510-9)
- Lazy Bird, Paris, Éditions du Seuil, 2010 (1re éd. Québec Amérique, 2009) (ISBN 978-2-02-102299-5) Réédition, Paris, Édition du Seuil, 2010  (ISBN 978-2-02-102299-5)
Réédition en poche, Paris, Rivages, coll. « Rivages/Noir » no 1067, 2018  (ISBN 978-2-7436-4482-6)
- Rivière Tremblante, Montréal, (Québec), Canada, Les Éditions Québec Amérique, 2011, 361 p. (ISBN 978-2-7644-0952-7) Réédition, Paris, Payot & Rivages en grand format en 2018  (ISBN 978-2-7436-4483-3)
Réédition en poche dans la collection Rivages/Noir no 1081 en janvier 2020  (ISBN 978-2-7436-4942-5)[5]
- Bondrée, Montréal, Québec, Canada, Les Éditions Québec Amérique, 2013, 304 p. (ISBN 978-2-7644-2505-3) Réédition, Paris, Payot & Rivages, coll. « Rivages/Noir. Grand format », 2016  (ISBN 978-2-7436-3764-4)
Réédition en poche chez Payot & Rivages, coll. « Rivages/Noir » no 1050, 2017  (ISBN 978-2-7436-4061-3)
- Routes secondaires, Montréal, Québec, Canada, Les Éditions Québec Amérique, 2017, 242 p. (ISBN 978-2-7644-3227-3) Réédition, Paris, Éditions Payot & Rivages, coll. « Rivages », 345 p. 2022  (ISBN 978-2-7436-5576-1)
- Tempêtes, Montréal, Québec, Canada, Les Éditions Québec Amérique, 2019, 360 p. (ISBN 978-2-7644-3863-3) Édition en France chez Payot & Rivages, coll. « Rivages/Noir. Grand format », 2019, 333 p.  (ISBN 978-2-7436-4943-2) Réédition en poche chez Payot & Rivages, coll. « Rivages/Noir », 2023, 300 p.  (ISBN 978-2-7436-5926-4)
- Proies, Montréal, Québec, Canada, Les Éditions Québec Amérique, 2022, 344 p. (ISBN 978-2-7644-4626-3)
- Baignades, Montéral, Québec, Canada, Les Éditions Québec Amérique, 2024, 309 p.  (ISBN 978-2-7644-5422-0)

### Traductions
- Routes secondaires, paru sous le titre Back Roads, traduction de J. C. Sutcliffe, Toronto, House of Anansi, Arachnide, 2020, 302 p.
- Bondrée, Grèce, paru sous le tire M εθó ριος (M ethó rios), traduction de Noyap Myoietophma, 2020, 331 p.

- Bondrée, Madrid, Alianza Negra, paru sous le titre Bondrée. La frontera del bosque, traduction d'Alicia Martorell, 2019, 335 p.

- Bondrée, Venise, Marsilio Editori, paru sous le titre L’ultima estate, traduction de Francesco Bruno, 2019, 349 p.

- Bondrée, Windsor (Ontario), Biblioasis, paru sous le titre Boundary, traduction de Donald Winkler, 2017, 331 p.

- Bondrée, Londres, No Exit Press, paru sous le titre The Last Summer, traduction de Donald Winkler, 2017, 319 p. (Initialement paru sous le titre Boundary)

- Le Pendu de Trempes, Toronto, Coach House Books, paru sous le titre The River of Dead Trees, traduction de Nathalie Stephens, 2006, 189 p.

### Théâtre
- Cette petite chose (1997), pièce de théâtre montée par la compagnie Recto-Verso de Québec
- Un paysage/Eine Landschaft/A Landscape (2000), d'après Heiner Müller ; pièce de théâtre montée par la compagnie Recto-Verso de Québec

### Autre publication
- Projections, Montréal, (Québec), Canada, Les Éditions J'ai vu, 2003, 64 p. (ISBN 978-2-922763-08-9)

### Filmographie

#### Adaptation cinématographique
- 2011: Projections, court-métrage réalisé par Simon Dumas à partir du recueil Projections, productions Rhizome, 2010. Sélection officielle, Rendez-vous du cinéma québécois 2011.
- 2013 : Lac Mystère, film québécois réalisé par Érik Canuel, adaptation du roman Mirror Lake, avec Maxim Gaudette et Laurent Lucas

## Prix et honneurs
- 2001 : Prix du Gouverneur général pour Le Ravissement[1]
- 2001 : Prix littéraire des collégiennes et des collégiens pour Le Ravissement[1]
- 2005: Finaliste au Prix littéraire des collégiens pour Le Pendu de Trempes[6]
- 2007 : Prix Ringuet pour Mirror Lake
- 2009 : Finaliste au Prix Saint-Pacôme du roman policier pour Lazy Bird
- 2009 : Prix Coup de cœur du club du polar de la Bibliothèque Mathilde-Massé pour Lazy Bird
- 2014 : Prix Saint-Pacôme du roman policier pour Bondrée
- 2014 : Prix Coup de cœur du club du polar de la Bibliothèque Mathilde-Massé pour Bondrée
- 2014 : Prix du Gouverneur général pour Bondrée
- 2015 : Prix Arthur-Ellis (Arthur Ellis Award) pour Bondrée[7]
- 2015 : lauréat du Prix du CALQ, œuvre de l’année en Estrie, pour Bondrée
- 2015: Finaliste au Prix littéraire des collégiens pour Bondrée[8]
- 2017 : Prix des lecteurs Quais du polar/20 minutes pour Bondrée[9]
- 2017:  Prix Rivages des libraires (France, Belgique et Suisse) pour Bondrée
- 2019 : Prix SNCF du polar pour Bondrée[10]
- 2020 : Prix Arthur Ellis (Arthur Ellis Award) pour Tempêtes[11]
- 2024 : Prix du Polar Moussa Konaté pour Proies[12]